# Primeiro Banco dos Estados Unidos

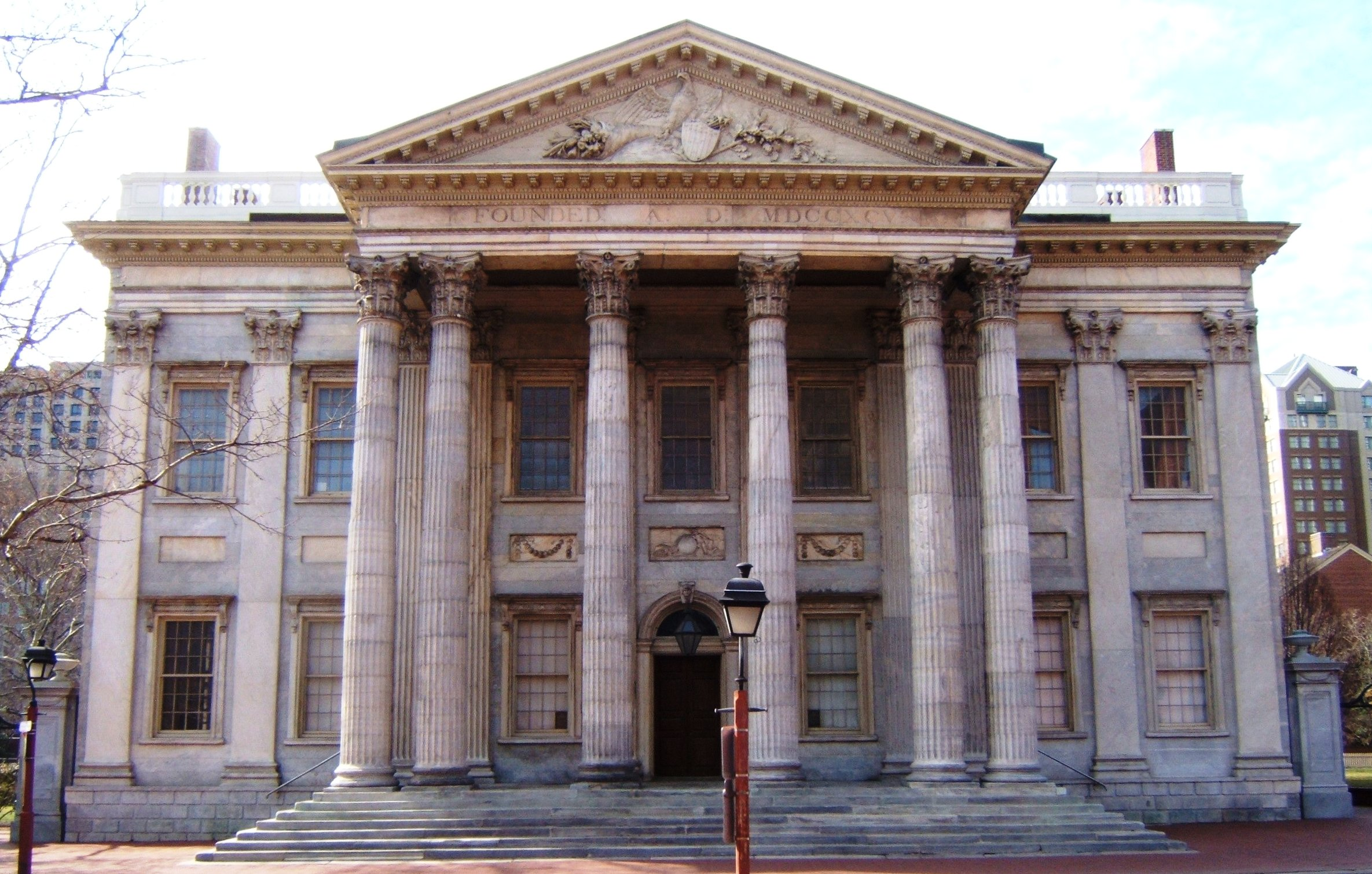
Fachada do prédio do First Bank of United States na Pensilvânia, transformado em monumento nacional a partir de 1955.

First Bank of the United States ou Primeiro Banco dos Estados Unidos foi um banco estadunidense fundado por Alexander Hamilton, primeiro Secretário do Tesouro dos Estados Unidos, em 1791.
No dia 25 de fevereiro de 1791, recebeu, do Congresso dos Estados Unidos, uma licença para funcionamento como banco nacional por vinte anos. É considerado como sendo o sucessor do Banco da América do Norte, que foi o primeiro banco nacional dos Estados Unidos.
O Primeiro Banco dos Estados Unidos, assim como o seu antecessor, não cumpriu as funções de um banco central moderno, pois nenhuma dessas instituições definiu a política monetária, regulamentou o funcionamento dos bancos privados, deteve as suas reservas excedentárias ou agiram como credores de última instância. Essas duas instituições eram consideradas como bancos "nacionais", pois, diferentemente das outras instituições bancárias da época, podiam ter filiais em diferentes estados e emprestar dinheiro ao governo dos EUA.
A criação do Primeiro Banco dos Estados Unidos foi parte de uma expansão do poder fiscal e monetário do governo federal, que juntamente com a Casa da Moeda dos Estados Unidos e a instituição de impostos especiais de consumo (Tariff Act of 1789), foi fundamental para implementar as políticas econômicas defendidas por Alexander Hamilton, primeiro Secretário do Tesouro dos Estados Unidos. Hamilton acreditava que um banco nacional era necessário para estabilizar e melhorar o crédito do país e para melhorar o manejo dos negócios financeiros do governo dos Estados Unidos sob a Constituição recém-promulgada.
O banco foi fechado em 1811, após intensa oposição que levou o Congresso a não renovar a carta-patente.

## Contexto
Em 1791, a fundação do Primeiro Banco dos Estados Unidos foi uma das três principais inovações financeiras implementadas por Alexander Hamilton. Além do banco nacional, as outras medidas foram a assunção pelo, Governo Federal dos Estados Unidos, das dívidas contraídas pelas Treze Colônias durante a Guerra de Independência (1775-1783), o estabelecimento da Casa da Moeda dos Estados Unidos e a imposição de um imposto federal sobre o consumo. Os objetivos das três medidas de Hamilton eram:
- Estabelecer ordem financeira, clareza e precedência nos recém-formados Estados Unidos;
- Estabelecer crédito – tanto num país como no estrangeiro – para a nova nação;
- Resolver a questão da moeda fiduciária (Continentals), emitida pelo Congresso Continental imediatamente antes e durante a Guerra de Independência.

Em palavras mais simples, os quatro objetivos de Hamilton eram:
- Fazer com que o Governo Federal assumisse as dívidas da Guerra da Independência, originalmente emitidas pelas Treze Colônias;
- Pagar as dívidas de guerra;
- Arrecadar dinheiro para o novo governo;[6]
- Estabelecer um banco nacional e criar uma moeda comum.[7]

## Fundação e principais regras
Em 1790, Hamilton propôs estabelecer o Primeiro Banco dos Estados Unidos por meio da venda de US$ 10 milhões em ações, dos quais o governo dos Estados Unidos compraria os primeiros US$ 2 milhões. Hamilton sabia que isto, em princípio, não poderia ser feito, pois, na época, o Governo dos Estados Unidos não tinha 2 milhões de dólares e, portanto, propôs que o governo comprasse as ações usando dinheiro emprestado pelo próprio banco que estava sendo fundado, empréstimo esse que seria reembolsado em dez parcelas anuais iguais.
As demais ações deveriam ser adquiridas pelo público dos Estados Unidos e do exterior, sendo que um quarto do preço destas compras não governamentais deveria ser pago em ouro ou prata e o saldo restante poderia ser pago em títulos de crédito.
Diferentemente do Banco da Inglaterra, a função principal do Primeiro Banco dos Estados Unidos seria conseguir financiamento para governo e para as empresas privadas, para que pudessem ser feitas obras públicas e outros progressos econômicos. Além de atuar como depositário dos impostos recolhidos pelo Governo dos Estados Unidos o Primeiro Banco dos Estados Unidos fazia empréstimos de curto prazo para cobrir lacunas de renda temporárias do Governo dos Estados Unidos.
Dentre as regras que foram impostas para o estabelecimento do Primeiro Banco dos Estados Unidos, merecem destaque aquelas que determinavam que o Banco:
- teria uma autorização para funcionamento durante vinte anos, entre 1791 e 1811, sendo que, após esse período, qual caberia ao Congresso aprovar ou negar a continuidade de funcionamento do banco e promover alterações de seu estatuto; entretanto, durante esse período, nenhum outro banco teria autorização para funcionar em nível nacional; ainda que os estados estivessem para fundar quantos bancos intra-estaduais;
- seria proibido de comprar títulos do governo, teria rodízio obrigatório de diretores e não emite notas de crédito e nem contrairia dívidas além da sua capitalização real;
- poderia ter como acionistas estrangeiros, residentes ou não nos Estados Unidos, mas esses não teriam direito a voto;

Outra regra importante era a que previa que o Secretário do Tesouro dos Estados Unidos teria liberdade para retirar depósitos do governo, inspecionar os livros e exigir declarações sobre a condição do banco com a frequência de uma vez por semana.

## Oposição
A proposta de fundação do Primeiro Banco dos Estados Unidos enfrentou resistência generalizada dos oponentes do aumento do poder federal. Thomas Jefferson, então Secretário de Estado dos Estados Unidos, e James Madison lideraram a oposição, que alegou que o banco era inconstitucional e que beneficiava comerciantes e investidores às custas da maioria da população.
Como a maioria dos membros sulistas do Congresso, Jefferson e Madison também se opuseram a uma segunda das três propostas de Alexander Hamilton: estabelecer a Casa da Moeda dos Estados Unidos. Eles acreditavam que esta centralização do poder longe dos bancos locais era perigosa para um sistema monetário sólido e beneficiava principalmente os interesses comerciais dos grandes empresários nortistas e não os interesses dos produtores agrícolas do sul, argumentando que o direito de propriedade seria infringido por estas propostas. Além disso, alegavam que a criação de tal banco violava a Constituição, que afirmava especificamente que o Congresso deveria regulamentar pesos e medidas e emitir dinheiro cunhado (em vez de moedas e notas de crédito).
A criação do banco também levantou questões iniciais de constitucionalidade no novo governo. Alexander Hamilton, então Secretário do Tesouro dos Estados Unidos, argumentou que o banco era um meio eficaz de utilizar os poderes autorizados do governo implícitos na lei da Constituição.
Por outro lado, Thomas Jefferson argumentou que a criação de um Banco nos moldes propostos violaria as leis de propriedade tradicionais e que a sua relevância para os poderes autorizados constitucionalmente era fraca. Outro oponente era James Madison, que acreditava que o Congresso não tinha recebido o poder de incorporar um banco ou qualquer outra agência governamental. O seu argumento baseava-se principalmente na Décima Emenda à Constituição dos Estados Unidos: que todos os poderes não conferidos, pela Constituição dos Estados Unidos, ao Congresso dos Estados Unidos são retidos pelos Estados (ou pelo povo). Além disso, ele acreditava que se os redatores da Constituição quisessem que o Congresso tivesse tal poder, eles o teriam tornado explícito. A decisão acabaria por recair sobre o presidente George Washington, na sequência da sua investigação deliberada das opiniões dos membros do gabinete.

## Sanção presidencial
Inicialmente, George Washington declarou que estava hesitante em transformar um "projeto bancário" em Lei e, nesse contexto, pediu conselhos por escrito e razões de apoio ou rejeição a todos os membros do seu gabinete, dando especial atenção às explicações de Alexander Hamilton.
Edmund Randolph, então Procurador-Geral dos Estados Unidos, um advogado oriundo da Virgínia (sul dos Estados Unidos), considerou o projeto inconstitucional. Jefferson, também da Virgínia, também entendeu que a proposta de Hamilton era contra o espírito e a letra da Constituição dos Estados Unidos.
Hamilton, que, ao contrário dos seus colegas de gabinete, era oriundo de Nova Iorque, refutou as alegações de inconstitucionalidade, com base nos seguintes argumentos, dentre outros:
- O que o governo poderia como uma pessoa (incorporar), não poderia ser impedido de fazer como uma “pessoa jurídica empresarial”. E o Primeiro Banco dos Estados Unidos seria uma propriedade privada e não uma agência governamental. “Assim [...] inquestionavelmente cabível ao poder soberano constituir corporações equivalentes às dos Estados Federados, relacionadas com os objetivos confiados à gestão do governo.”
- Qualquer governo, por sua própria natureza, era soberano "e inclui, pela força do termo, o direito à realização dos fins... que não são impedidos por restrições e exceções especificadas na constituição...[16]

Em 25 de fevereiro de 1791, convencido de que a constituição autorizava a medida, Washington sancionou a "lei bancária".
No dia 12 de dezembro de 1791, a primeira filial do Banco abriu suas portas na Filadélfia.